# Sophie Eleonore von Schleswig-Holstein-Sonderburg-Beck
Sophie Eleonore von Schleswig-Holstein-Sonderburg-Beck (* 22. Juli 1658 auf Gut Beck, Ulenburg; † 3. Mai 1744 in Rastede) war eine Prinzessin der sonderburgschen Linie des Hauses Oldenburg.

## Leben
Sophie Eleonore wurde als Tochter von Herzog August Philipp von Schleswig-Holstein-Sonderburg-Beck und seiner dritten Ehefrau Marie Sibylle von Nassau-Saarbrücken auf Gut Beck, damals Ulenburg, heute Stadt Löhne, geboren. Ihre Jugend verbrachte die Prinzessin am Hofe von Friedrich II., dem Landgrafen von Hessen-Homburg (bekannt durch die Schlacht bei Fehrbellin und das Drama von Heinrich von Kleist).
Ihr Urgroßvater, Johann d. Jüngere (1545–1622), Sohn König Christians III. von Dänemark (1503–1559, reg. ab 1534), begründete 1564 die Linie der Herzöge von Schleswig-Holstein-Sonderburg mit der Residenz Schloss Sonderburg auf der Insel Alsen. Sophie Eleonore entstammte als Nachfahrin der dänischen Könige aus dem Hause Oldenburg der königlichen Linie (Liste der Herzöge von Schleswig); die königliche Linie besaß das Erbrecht beim Aussterben älterer Linien.
Aufgrund der großen Nachkommenschaft Herzog Johanns d. J. teilte sich die Linie Schleswig-Holstein-Sonderburg in mehrere Nebenlinien. Sophie Eleonores Großvater, Herzog Alexander (1573–1627), Sohn Johann d. J., begründete mit dem Erwerb des Gutes Beck (Ortsteil Ulenburg, heute Stadt Löhne, Nordrhein-Westfalen) die Linie Schleswig-Holstein-Sonderburg-Beck. Diese Nebenlinie bestand bis 1825, danach Schleswig-Holstein-Sonderburg-Glücksburg.
Die Linie Schleswig-Holstein-Sonderburg-Beck hatte den Kontakt zum gräflichen Oldenburger Stammhaus bereits unter Sophie Eleonores Großvater, Herzog Alexander, intensiviert und auch seine Ehefrau, die Großmutter Sophie Eleonores, Dorothea von Schwarzburg-Sondershausen (1579–1639) war über verwandtschaftliche Beziehungen dem Oldenburger Grafenhaus verbunden. Herzog Alexander lernte seine spätere Frau am Hof zu Oldenburg kennen und die beiden heirateten dort am 26. November 1604. Es ist nicht unwahrscheinlich, dass bereits in dieser Generation Aufenthalte auf Schloss Rastede, dem späteren Wohnsitz Sophie Eleonores, stattgefunden haben und der adelige Wohnsitz in der herzoglichen Familie bekannt war.
Auch der Vater Sophie Eleonores, Herzog August Philipp, fand am Oldenburger Hof seine ersten beiden Ehefrauen, beides Töchter des Grafen Anton II. von Oldenburg und Delmenhorst (1550–1619). Mit seiner dritten Ehefrau, Marie Sibylle von Nassau-Saarbrücken (1628–1699), hatte er sieben Kinder. Diese Linie stellt seit 1863 die dänischen und norwegischen Monarchen. Herzog August Philipp kann somit als Stammvater der Königshäuser von Dänemark und Norwegen bezeichnet werden.
Die Tochter Sophie Eleonore wurde am 22. Juli 1658 wahrscheinlich auf Gut Beck geboren. Zu einer Eheschließung kam es bei ihr nicht. Aufenthalte bei ihren Verwandten, den Landgrafen von Hessen-Homburg, um das Jahr 1683 sind belegt. Ihr Onkel, Herzog Philipp Ludwig (1620–1689) war seit 1650 mit Anna Margarethe (1629–1686), Tochter Friedrich I., Landgraf von Hessen-Homburg, verheiratet. Dem Bruder Anna Margarethes, Friedrich II. setzte Heinrich von Kleist mit dem Drama Prinz Friedrich von Homburg oder die Schlacht bei Fehrbellin ein literarisches Denkmal.
Die Grafschaft Oldenburg war nach dem Tod des letzten, ohne legitimen Erben hinterlassenden, Grafen Anton Günther (1583–1667, reg. ab 1603), im Erbgang an das dänische Königshaus gefallen („Dänenzeit“, endet 1773 mit dem Vertrag von Zarskoje Selo). Das Schloss in Rastede diente in dieser Zeit dänischen Verwaltungsbeamten als Amtssitz.
Vom Jahre 1701 an bis zu ihrem Tode 43 Jahre später lebte Sophie Eleonore auf Schloss Rastede. In einem Schreiben an den dänischen Hof bedankt sie sich im November 1701 ausdrücklich für die königliche Gnade, dass ihr Schloss Rastede zur freien Wohnung sowie 200 Reichstaler jährlichen Unterhalts zugewiesen worden seien. Dieses Schreiben, wie auch ein späterer Dankesbrief an den Nachfolger König Friedrich IV. (1671–1730, reg. ab 1699), König Christian VI. (1699–1746, reg. ab 1730) sind Belege dafür, dass die Prinzessin nicht wegen sog. Misshelligkeiten nach Rastede „verbannt“ worden ist, sondern ihr der adelige Wohnsitz als standesgemäße Unterkunft eingeräumt wurde. Die jährliche Unterhaltszahlung wurde später sogar auf 300 Reichstaler erhöht.
Die Prinzessin bemühte sich im Verlauf ihres Lebens immer wieder, den baulichen Zustand des 1643 errichteten „Lust- und Jagdschlosses“ Rastede zu verbessern und reichte beim Hof in Kopenhagen zahlreiche Bittschriften um finanzielle Unterstützung ein.
Im Jahr 1717 erreichte sie nach einem langwierigen Schriftverkehr mit den dänischen Behörden die Übertragung der Nutzungsrechte an dem Vorwerk Rastede auf Lebenszeit. Der landwirtschaftliche Betrieb hatte bereits dem ehemaligen Kloster Rastede als wirtschaftliche Grundlage gedient und sollte der Prinzessin als Nießbrauch dienen. Die 300 Reichstaler Pension fielen mit Inkrafttreten dieser Regelung jedoch weg.
Mit Mitte 60 befasste sich Prinzessin Sophie Eleonore mit der Planung ihrer Begräbnisstätte. Sie richtete an den dänischen König ein Gesuch mit der Bitte, in der Krypta der St.-Ulrichs-Kirche unweit des Schlosses beigesetzt zu werden. In ihrem Testament vermachte sie der Kirche eine Schenkung von 100 Talern. Im Gegenzug wurde ihr ein Platz im östlichen Teil der Krypta zugewiesen, wo noch heute ihr barocker Sandstein-Sarkophag mit dem Wappen der Herzöge von Schleswig-Holstein-Sonderburg-Beck steht. Der Sarkophag ist versehen mit zwei Inschriften in Kartuschen:
„Hierin ruhen die Durchlauchtige Princesse Sophie Eleonore von Schleswig Holstein Beke aus der königlichen Linie gebohren Anno 1658 den 22 July gestorben Anno 1744 den 3 May.“
„Ihro Hochfurstlichen Durchlaucht haben alhier auff den Hause Rastede gewohnet 43 Jahr.“
Der barocke Sarkophag wurde in den Jahren 2001 und 2002 restauriert und ist zu besichtigen. Das Kirchenbuch der St.-Ulrichs-Kirche verzeichnet das Alter der Prinzessin Sophie Eleonore von Schleswig-Holstein-Sonderburg-Beck mit 85 Jahren, 9 Monaten und 11 Tagen.